# Caliphylla mediterranea
Caliphylla mediterranea is een slakkensoort uit de familie van de Hermaeidae. De wetenschappelijke naam van de soort is voor het eerst geldig gepubliceerd in 1869 door A. Costa.